# Дрогобичка
Дрогобичка (пол. Drohobyczka) — село на Закерзонні в Польщі, у гміні Дубецько Перемишльського повіту Підкарпатського воєводства.
Населення — 909 осіб (2011).

## Географія
Село розташоване на відстані 6 кілометри на північний захід від центру гміни села Дубецько, 32 кілометри на захід від центру повіту міста Перемишля і 31 кілометр на південний схід від центру воєводства — міста Ряшіва.

## Назва
В ході кампанії ліквідації українських назв село в 1977—1981 рр. носило назву Мєндзиґуже (Międzygórze).

## Історія
В XI-XIII століттях на цих землях існувало Перемишльське руське князівство зі столицею в Перемишлі, яке ввійшло до складу Галицького князівства, а пізніше Галицько-Волинського князівства.
Після захоплення цих земель Польщею територія в 1340–1772 роках Дрогобичка входила до складу Сяноцької землі Руського воєводства Королівства Польського, за податковим реєстром 1589 р. село належало Стадницьким, у селі були 1 лан (коло 25 га) оброблюваної землі, млин, 3 загородники, 3 коморники без тяглової худоби.
В 1772 році внаслідок першого поділу Польщі село відійшло до імперії Габсбургів і ввійшло до складу австрійської провінції Галіція.
Відповідно до «Географічного словника Королівства Польського» в 1881 р. село знаходилось у Перемишльському повіті Королівства Галичини та Володимирії Австро-Угорщини, гміна складалося з власне села з 66 будинків з 412 мешканцями, а також присілку Гута Дрогобицька з 87 будинків з 657 мешканцями. За шематизмом того року в селі було 40 греко-католиків, які належали до парафії Дубецько Бірчанського деканату Перемишльської єпархії. На той час унаслідок півтисячоліття латинізації та полонізації українці західного Надсяння опинилися в меншості.
Після розпаду Австро-Угорщини і утворення Другої Речі Посполитої це частково населене українцями село Надсяння окупувала Польща. Входило до Перемишльського повіту Львівського воєводства, у 1934—1939 рр. — у складі ґміни Дубецько.
У 1939 р. налічувалось 34 греко-католики, які належали до парафії Дубецько Порохницького деканату Перемишльської єпархії.
Після Другої світової війни село опинилося по польському боці розмежування лінії Керзона, у так званому Закерзонні. Українське населення села попало в 1947 році під етнічну чистку під час проведення Операції «Вісла» і було виселено на ті території у західній та північній частині польської держави, що до 1945 належали Німеччині.
У 1975—1998 роках село належало до Перемишльського воєводства.

## Демографія
Демографічна структура станом на 31 березня 2011 року:
|          | Загалом | Допрацездатний вік | Працездатний вік | Постпрацездатний вік |
| -------- | ------- | ------------------ | ---------------- | -------------------- |
| Чоловіки | 444     | 90                 | 293              | 61                   |
| Жінки    | 465     | 97                 | 234              | 134                  |
| Разом    | 909     | 187                | 527              | 195                  |